# Банда (округ)
Банда (хинди बांदा जिला, англ. Banda) — округ в индийском штате Уттар-Прадеш. Административный центр — город Банда. Площадь округа — 4413 км².
По данным переписи 2011 года население округа составляет 1 799 541 человек. Плотность населения — 404 чел./км². Прирост населения за период с 2001 по 2011 годы составил 17,06 %. На 1000 мужчин приходится 863 женщины. Уровень грамотности населения — 68,11 %.
По данным прошлой переписи 2001 года население округа насчитывало 1 537 334 человека. Уровень грамотности взрослого населения составлял 54,38 %, что было ниже среднеиндийского уровня (59,5 %).
В округе располагается официальный штаб банды Гулаби, правозащитной огранизации, созданной ответ на широко распространённое семейное насилие и другие виды насилия в отношении женщин.